# Impatiens minimisepala
Impatiens minimisepala är en balsaminväxtart som beskrevs av Joseph Dalton Hooker. Impatiens minimisepala ingår i släktet balsaminer, och familjen balsaminväxter. Inga underarter finns listade i Catalogue of Life.